# Principio de relatividad
Un principio de relatividad es un principio general sobre la forma que debe tomar una teoría física. Frecuentemente los principios de relatividad establecen equivalencias entre observadores, de acuerdo con principios de simetría o invariancia entre situaciones físicamente equivalentes. De acuerdo con estos principios una determinada descripción de un fenómeno podría ser incorrecta si no respeta el principio de relatividad básico que define la teoría (así la teoría de la gravitación de Newton era incompatible con el principio de relatividad que definía la teoría de la relatividad especial, razón que llevó a Einstein a formular una nueva teoría de la gravitación como parte de la relatividad general).

## Historia
En la mecánica prerrelativista de Galileo y Newton los principios de relatividad se consideraron muchas veces de modo implícito en el desarrollo formal de la teoría. Aunque el propio Galileo llegó a hacer descripciones informales bastante explícitas del principio de relatividad que lleva su nombre. Con el advenimiento de las diversas versiones de teorías relativistas los principios de relatividad, equivalencia y covarianza se formularon explícitamente y trataron de formalizarse en la estructura de la propia teoría.
Existen diversos principios de relatividad históricamente importantes:
- Principio de relatividad de Galileo
- Principio de relatividad especial de Einstein
- Principio de relatividad general de Einstein

## Principio de relatividad de Galileo
El principio de relatividad galileana es el reconocimiento del carácter relativo del movimiento, fue formulado de modo más o menos explícito por Galileo Galilei en 1638, que él mismo explicaba muy descriptivamente del siguiente modo:

Encerraos con un amigo en la cabina principal bajo la cubierta de un barco grande, y llevad con vosotros moscas, mariposas, y otros pequeños animales voladores... colgad una botella que se vacíe gota a gota en un amplio recipiente colocado por debajo de la misma... haced que el barco vaya con la velocidad que queráis, siempre que el movimiento sea uniforme y no haya fluctuaciones en un sentido u otro.... Las gotas caerán... en el recipiente inferior sin desviarse a la popa, aunque el barco haya avanzado mientras las gotas están en el aire... las mariposas y las moscas seguirán su vuelo por igual hacia cada lado, y no sucederá que se concentren en la popa, como si cansaran de seguir el curso del barco...
Galileo Galilei

Este principio es importante en mecánica newtoniana y en particular permite identificar las clases de equivalencia de sistemas de referencias inerciales, si junto ese principio se consideran las leyes de Newton.

## Principio de relatividad especial de Einstein
El principio de relatividad especial de Einstein es el requerimiento formal de que las ecuaciones que describen un sistema físico deben ser invariantes por el grupo de Lorentz, es decir, dados dos sistemas de referencia relacionables mediante una transformación de Lorentz las ecuaciones que describen dicho sistema deben tener la misma forma. Eso implica que un observador dentro de un sistema de referencia sin comunicación o contacto visual con otro sistema de referencia no puede determinar la velocidad de desplazamiento de un sistema respecto a otro mediante ningún experimento.
En cambio un observador que se mueve aceleradamente respecto a otro observador puede determinar el valor de la aceleración relativa respecto a ese observador. Pero en este caso el principio de relatividad especial de Einstein no es aplicable a observadores en movimiento acelerado relativo

## Principio de relatividad general de Einstein
El principio de relatividad especial de Einstein es el requerimiento formal de que las ecuaciones que describen un sistema físico deben ser invariantes por el grupo de Lorentz, es decir, dados dos sistemas de referencia relacionables mediante una transformación de Lorentz las ecuaciones que describen dicho sistema deben tener la misma forma. Eso implica que un observador dentro de un sistema de referencia sin comunicación o contacto visual con otro sistema de referencia no puede determinar la velocidad de desplazamiento de un sistema respecto a otro mediante ningún experimento.
En cambio un observador que se mueve aceleradamente respecto a otro observador puede determinar el valor de la aceleración relativa respecto a ese observador. Pero en este caso el principio de relatividad especial de Einstein no es aplicable a observadores en movimiento acelerado relativo.